# سالومه فاجاوا
سالومه فاجاوا (به انگلیسی: Salome Phajava) ژیمناست زادهٔ ۳ سپتامبر ۱۹۹۷ میلادی اهل کشور گرجستان است.